# Scheloribates atahualpensis
Scheloribates atahualpensis är en kvalsterart som beskrevs av Hammer 1961. Scheloribates atahualpensis ingår i släktet Scheloribates och familjen Scheloribatidae. Inga underarter finns listade i Catalogue of Life.